# Spartaco Rossi

“
Você sabe de onde eu venho? 

Venho do morro, do Engenho, 

Das selvas, dos cafezais, 

Da boa terra do coco, 

Da choupana onde um é pouco, 

Dois é bom, três é demais, 

Venho das praias sedosas, 

Das montanhas alterosas,…(…)”

— Canção do Expedicionário (Composição: Guilherme de Almeida / Spartaco Rossi)
Spartaco Rossi (São Paulo, 12 de fevereiro de 1904 — São Paulo, 27 de dezembro de 1983) foi um maestro e compositor brasileiro.

## História
Entre suas obras está a Canção do Expedicionário com letra de Guilherme de Almeida, referente à participação dos pracinhas brasileiros na Segunda Guerra Mundial, e o Hino da cidade de Itapetininga.
O maestro é lembrado no Concurso Estadual de Música Brasileira Maestro Spartaco Rossi assim como a concha acústica existente na cidade paulista de Sorocaba recebeu o seu nome.
O arquivo musical de Spartaco Rossi foi doado pela viúva ao Instituto de Artes da UNESP, em 1995, estando disponível à pesquisa na Sala Furio Franceschini de sua Biblioteca.